# Магдалена Сибила фон Бранденбург-Байройт
Магдалена Сибила фон Бранденбург-Байройт (на немски: Magdalena Sibylle von Brandenburg-Bayreuth; * 1 ноември 1612 в Байройт; † 20 март 1687 в Дрезден) от фамилията Хоенцолерн е чрез женитба курфюрстиня на Саксония (1656–1680).
Тя е дъщеря на маркграф Христиан (1581–1655) от княжество Байройт и на Мария от Прусия (1579–1649), дъщеря на херцог Албрехт Фридрих от Прусия.
Магдалена Сибила се омъжва на 13 ноември 1638 г. в Дрезден за саксонския курфюрст Йохан Георг II (1613–1680) от албертинската линия на фамилията Ветини, син на саксонския курфюрст Йохан Георг I и втората му съпруга Магдалена Сибила от Прусия, дъщеря на херцог Албрехт Фридрих от Прусия.
Магдалена Сибила е приятелка на шведската кралска фамилия. Първа братовчедка е на Мария Елеонора фон Бранденбург, съпругата на крал Густав II Адолф от Швеция.
През 1680 г. нейният съпруг умира и тя отива да живее във вдовишка резиденция във Фрайберг-Колдиц и в Дрезден. Умира през 1687 г. в Дрезден. Нейният гроб се намира в катедралата на Фрайберг.

## Деца
Магдалена Сибила и Йохан Георг II имат децата:
- Сибила Мария (* 16 септември 1642, † 17 февруари 1643)
- Ердмуте София (* 25 февруари 1644, † 22 юни 1670) ∞ 1662 Христиан Ернст (1644–1712), маркграф на Бранденбург-Байройт
- Йохан Георг III (1647–1691), курфюрст на Саксония, ∞ 1666 г. за принцеса Анна София Датска (1647–1717)